# Revolução Corretiva (Egito)

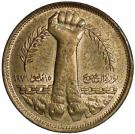
moeda da Revolução Corretiva

A Revolução Corretiva (lançada oficialmente como "Movimento Corretivo")  foi um programa de reformas (oficialmente apenas uma mudança na política) lançado em 15 de maio de 1971 pelo presidente Anwar Sadat. Envolveu o expurgo de membros nasseristas do governo e das forças de segurança, muitas vezes considerados pró-soviéticos e esquerdistas, e angariar apoio popular ao apresentar a tomada de poder como uma continuação da Revolução Egípcia de 1952, enquanto que ao mesmo tempo, alterava radicalmente o controle sobre questões de política externa, economia e ideologia. A Revolução Corretiva de Sadat também incluiu a prisão de outras forças políticas no Egito, incluindo liberais e islamistas.

## História
Pouco depois de assumir o cargo, Sadat chocou muitos egípcios demitindo e aprisionando duas das figuras mais poderosas do regime, o vice-presidente Ali Sabry, que tinha laços estreitos com as autoridades soviéticas, e Sharawy Gomaa, o ministro do Interior, que controlava a polícia secreta. A crescente popularidade de Sadat aceleraria depois de reduzir os poderes da polícia secreta, expulsar os militares soviéticos do país e reformar o exército egípcio para um confronto renovado com Israel. Durante este tempo, o Egito sofria muito com os problemas econômicos causados pela Guerra dos Seis Dias e as relações soviéticas também diminuíram devido à sua falta de confiabilidade e a recusa dos pedidos de Sadat para maior apoio militar.
A Revolução Corretiva de Sadat também incluiu a prisão de outras forças políticas no Egito, incluindo liberais e islamistas. A prisão dos islamitas teve um forte efeito, mais tarde, uma vez que estes islamitas eram muitas vezes membros do movimento Takfir wal-Hijra e a Revolução Corretiva marcou o início da repressão que causou a propagação por todo o mundo árabe e na Europa, resultando no crescimento do Islã político radical nessas regiões, e também o assassinato de Anwar Sadat.